# Sonic Pinball Party
Sonic Pinball Party es un videojuego desarrollado por Sonic Team y publicado por Sega para la Nintendo Gameboy Advance, el juego cuenta con la participación de otros personajes de Sega como NiGHTS de la franquicia NiGHTS into Dreams y Amigo de Samba de Amigo, este es el segundo videojuego del género Pinball en la serie Sonic, Siendo el primero Sonic Spinball.

## Historia
El modo historia tiene lugar en Casinopolis (en Station Square) donde el Doctor Eggman está convirtiendo a los apostadores del lugar en robots además de lavarle el cerebro a Miles ''Tails'' Prower y Amy Rose. Sonic debe rescatar a sus amigos ganando un torneo de Pinball llamado: Egg Cup Tournament.

## Personajes
1. Sonic the Hedgehog
2. Miles Tails Prower
3. Amy Rose
4. Knuckles the Echidna
5. Metal Sonic
6. Dr. Eggman
7. Cream the Rabbit
8. NiGHTS
9. Amigo

## Tableros
- El videojuego contiene tres tableros de pinball: el primero está basado en el videojuego Sonic Advance de la serie Sonic the Hedgehog, el segundo tablero está basado en el videojuego de Sega Saturn: NiGHTS into Dreams y el tercero está basado en el videojuego de Sega Dreamcast: Samba de Amigo

- El jugador debe vencer a Eggman para avanzar al siguiente área en el tablero de Sonic. En el tablero de NiGHTS el jugador debe recolectar todas las ideya y vencer al Nightmaren para avanzar al siguiente área. En el tablero de Samba de Amigo no hay un objetivo principal además de tocar los botones al ritmo de una canción y obtener un puntaje alto.

- En el tablero de Sonic al introducir la bola en un agujero secreto tres veces el personaje del tablero cambiará a Tails luego Knuckles después Amy para finalmente volver a Sonic.

- Tikal the Echidna hace un cameo en el sub tablero de Angel Island.

- El enfrentamiento contra Amy Rose en el modo historia es el único que no tiene lugar en el tablero de Sonic, se usa el tablero de NiGHTS.

## Recepción
Las críticas de Sonic Pinball Party fueron en general positivas:
- IGN - 8.3/10
- GameSpot - 8.1/10
- GameSpy - 74 de 100
- GamePro - 4 de 5
- Nintendo Power - 4.1 de 5
- Electronic Gaming Monthly - 7.5/10

Game Ranking le otorgó un porcentaje de 78.8%
- Datos: Q1839174